# فيتوريو إيرالا
ولد فيتوريو إيرالا 3 أغسطس 1903 في تريستا ، إيطاليا وتوفي في 25 يوليو 1982 في بوردينوني ، إيطاليا  ناشط للصم وأول رئيس للاتحاد العالمي للصم .

## سيرته

### الحياة الخاصة
زوجته ستافييري إيرالا ليفيا. تزوجها 7 أكتوبر 1934 ، رافقت زوجها حتى غيبها المرض في 4 مايو 1973 عن عمر يناهز 63 عامًا، وتركت زوجها وأطفالها : ماريا ليفيا ولينو.

## رحلته في الحياة السياسية
- رئيس الاتحاد العالمي للصم : 1951-1955 [4]
- رئيس الوكالة الإيطالية القومية للصم : 1950-1982

### روابط خارجية
- (بالإنجليزية) الموقع الرسمي للاتحاد العالمي للصم
- مقابلة الفيديو في موقع مكتبة جالوديت للفيديو